# Whipii !
Whipii ! est une revue de bande dessinée publiée par Aventures et Voyages, éditeur de petits formats. Elle compte 109 numéros de juin 1957 à janvier 1987. Cette revue a commencé sous le titre de Dakota Spécial Panter Blak avant de s'appeler Whipee ! dès le no 2 et de devenir Whipii ! au no 27. Le no 1 est extrêmement rare à trouver, peut-être le fascicule Mon Journal le plus ardu à trouver.

## Les séries
- Bang Bang Sam (Vicar) : no 61
- Bill et Boss (Héctor Oesterheld et Ernesto Garcia Seijas) : nos 9, 12, 14, 15
- Bob Kent (Giuliano Giovetti) : nos 106 à 109
- Bossy et Cie : nos 108 et 109
- Canada Jean (Ivo Pavone) : nos 32 à 47
- Captain James (Roger Lécureux et Lucien Nortier puis Paul Brisson) : no 9
- Dig le trappeur (Saverio Micheloni) : nos 10, 12, 13
- Far-West : nos 102 à 107
- Jeff Texas : nos 7 à 10, 12 à 15
- Jim Coronado : nos 34 à 39
- Kid Cheyenne : nos 31 à 33
- KOCIS (Roger Lécureux et Joseph Garcia) : nos 3 à 7
- Konan Joe : nos 51 à 54
- Larry Tournel (Leo Baxendale puis Mike Brown) : nos 49 à 53
- Larry Yuma (Claudio Nizzi et Carlo Boscarato) : nos 55 à 64, 66 à 104
- Le Club des aventuriers (Alberto Breccia) : nos 64 à 66, 68
- Le Ranchero
- Le Roi de la savane : nos 21, 23 à 30
- Les Terribles : nos 54 à 58
- Là-bas dans l’Ouest (Hector Oesterheld, Carlos Albiac et Arturo del Castillo, Miguel Repeto) : nos 104 et 105
- Mousqueton (Rémy Bourlès) : nos 108 et 109
- Petsy la Peste (Leo Baxendale) : no 71
- Pipe-line en Alaska : nos 76 à 83
- Rick O’Shay (Stan Lynde puis Marion Dern et Alfredo Alcala) : nos 86 à 107
- Rolf Comanche : nos 40 à 44
- Scotty : nos 45 à 50
- Soleil rouge : nos 64 à 68, 70 à 75
- Stormy Joe : nos 65 à 101
- Tom Tomahawk : nos 48 et 49
- Trumpet Joe : nos 28 et 29
- Yankee (Michel-Paul Giroud) : nos 81 et 108